# Harpalus hirtipes
Harpalus hirtipes es una especie de escarabajo del género Harpalus, familia Carabidae. Fue descrita científicamente por Panzer en 1796.
Habita en Dinamarca, Suecia, Francia, Alemania, Austria, Chequia, Eslovaquia, Hungría, Polonia, Estonia, Letonia, Lituania, Bielorrusia, Ucrania, Eslovenia, Yugoslavia, Bulgaria, Rumania, Moldavia, Kazajistán, Kirguistán, China, Rusia y Mongolia.